# Порденово
Порденово (пол. Pordenowo, нім. Pordenau) — село в Польщі, у гміні Ліхнови Мальборського повіту Поморського воєводства.
Населення — 113 осіб (2011).
У 1975—1998 роках село належало до Ельблонзького воєводства.

## Демографія
Демографічна структура станом на 31 березня 2011 року:
|          | Загалом | Допрацездатний вік | Працездатний вік | Постпрацездатний вік |
| -------- | ------- | ------------------ | ---------------- | -------------------- |
| Чоловіки | 59      | 12                 | 41               | 6                    |
| Жінки    | 54      | 9                  | 34               | 11                   |
| Разом    | 113     | 21                 | 75               | 17                   |